# Eugenio Tomiolo
Eugenio Tomiolo (Venezia, 18 dicembre 1911 – Rovigo, 12 gennaio 2003) è stato un pittore, incisore, scultore e poeta dialettale italiano.

## Biografia

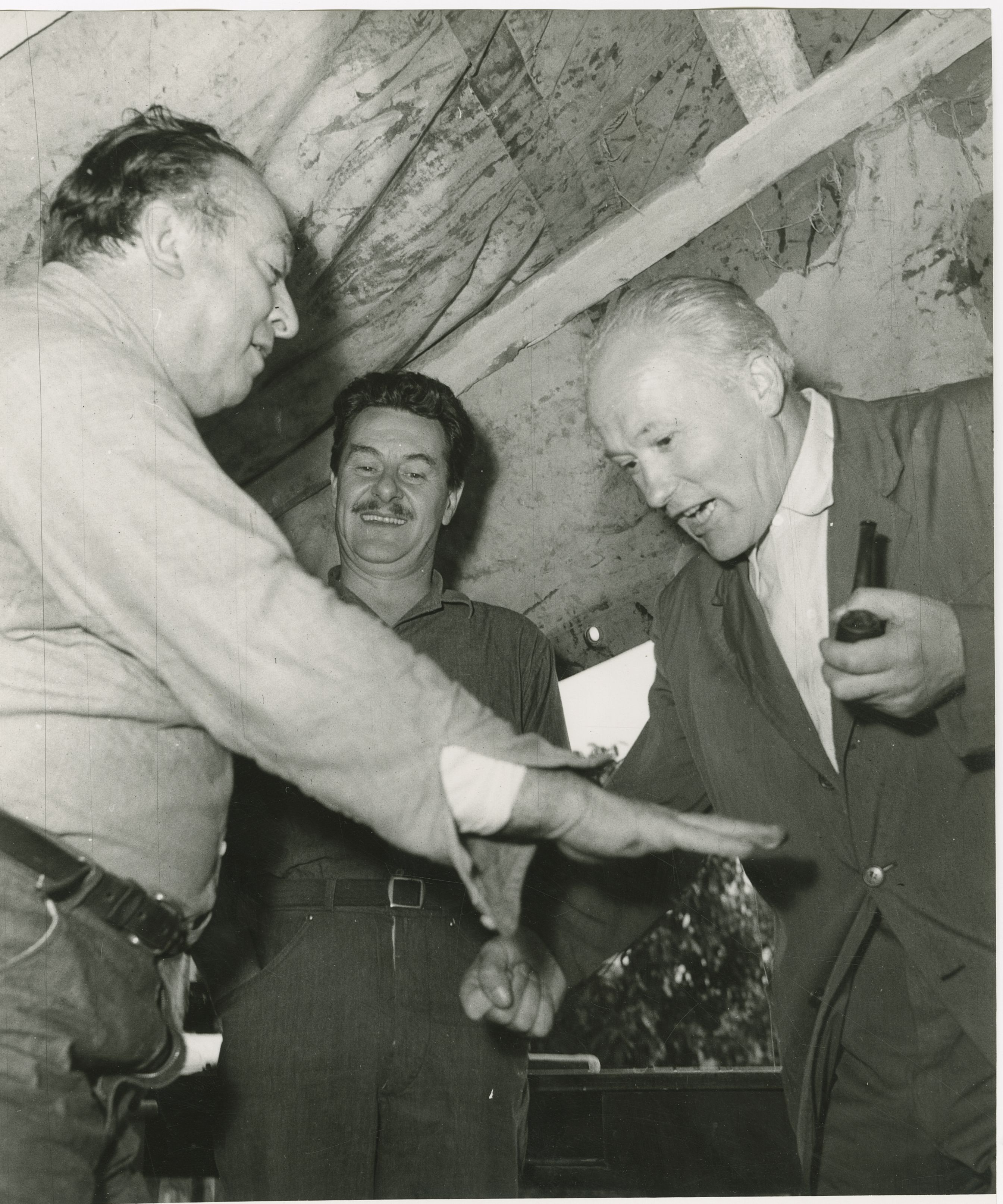
Tre pittori giocano a morra. Da sinistra Gianfilippo Usellini, Eugenio Tomiolo e Fiorenzo Tomea.

A Venezia, frequentò la Scuola d'Arte dei Carmini e lo studio di un restauratore. Nel 1934-35 iniziò a seguire i corsi dell'accademia Cignaroli a Verona. Dovette poi lasciare l'accademia perché inviato alla guerra d'Abissinia. Al ritorno, dal 1937 al 1940,  si stabilì a Roma e venne in contatto con gli artisti della Scuola romana. Fu richiamato nel corso della II Guerra Mondiale. Durante una licenza decorò la cappella «Bragadin» a Padova e, a Porto di Legnago, l'abside della cappella del Collegio Salesiano. Entrambe le opere andarono distrutte, nel corso di bombardamenti. Nel 1945 si stabilì a Milano dove partecipò alle vicende artistiche di Corrente e insegnò presso la Scuola di Arte Applicata del Castello Sforzesco di Milano, il Liceo e l'Accademia di Brera.
Nel 1950 e nel 1951 partecipa al concorso per il Premio Lissone, classificandosi nel primo anno al secondo posto e nel successivo al primo. Le opere sono esposte, assieme a quelle dei più grandi pittori dell'epoca, sia italiani che stranieri, presso il Museo d'arte contemporanea (Lissone).
Nel 1952 partecipa al concorso indetto dall'Agip per il LOGO della benzina Supercortemaggiore, classificandosi al secondo posto per il valore artistico del progetto. Viene premiato a Merano dalla Sig.a Mattei. In quel concorso, vince il famoso bozzetto del "Cane a sei zampe".
Sempre nel 1952 dipinge la pala d'altare della Colonia Marina dell'A.G.I.P. a Cesenatico, in provincia di Forlì.
Nel 1955 espone alla VII Quadriennale nazionale d'arte di Roma.
Nel 1956 esegue, ad Arcumeggia, l'affresco dal titolo: “La Speranza”.
Nel 1962 scolpsce, in legno, un grande Presepe con circa 40 statue, tale opera viene allestita a Natale nella Chiesa di Santa Barbara, a Metanopoli (MI).
Nel 1967 realizza due grandi mosaici per la fontana collocata davanti all'entrata del nuovo Ospedale Civile di Legnago.
Nel 1971, a cura di Marcello e Rosalba Tabanelli, viene pubblicato un volume fondamentale per la lettura e catalogazione di Tomiolo nei i suoi primi quarant'anni di incisioni. (Catalogo dell'Opera Grafica 1930-1971, con testo introduttivo del critico Raffaele De Grada, edito dal Mercante di Stampe Editore - Milano). 
Nel 1972 Le Cabinet Des Estamps de la Biblioteque National de Paris acquista tre incisioni per la propria collezione. 
Nel 1973 Franco Loi pubblica la sua prima opera in poesia: I cart (versi in dialetto milanese accompagnati dai disegni dell’amico Eugenio Tomiolo). 
Nel 1994 esegue il mosaico: "Il Buon Samaritano" per la Casa di Riposo Luigi Accorsi a Legnago (VR). 
Nel 1997 esegue una natività intitolata: "La Luce di Cristo Gesù Illumina Ogni Popolo" per il Museo del tesoro di San Pietro in Vaticano. 
Fu anche apprezzato poeta dialettale, pubblicando alcune raccolte di poesie: «Oseo Gemo» e «Aqua» con la casa editrice di Vanni Scheiwiller di Milano, «Farse la Luna» e «Il mondo xe pitura» con altri Editori.

## Opere
Artista poliedrico che ha spaziato dalla pittura (vedi opere pittoriche) all'incisione (vedi opere grafiche-stampe); al mosaico con la Fontana della Salute dinanzi all'Ospedale Civile di Legnago (VR); alla poesia dialettale in veneziano, lingua della sua infanzia; alla scultura con il Presepio ligneo allestito ogni anno nella chiesa di Santa Barbara, quartiere Metanopoli di San Donato Milanese (MI).